# Sierra Oeste de Madrid
Die Comarca Sierra Oeste de Madrid ist eine der neun Comarcas in der autonomen Gemeinschaft Madrid.
Die im Südwesten gelegene Comarca umfasst 19 Gemeinden auf einer Fläche von 988,11 km².

## Gemeinden
| Gemeinde                       | Einwohner (2024) | Fläche km² | Dichte Einw./km² | Cod INE | Postleitzahl |
| ------------------------------ | ---------------- | ---------- | ---------------- | ------- | ------------ |
| Aldea del Fresno               | 3.422            | 51,78      | 66               | 28008   | 28620        |
| Cadalso de los Vidrios         | 3.228            | 47,64      | 68               | 28031   | 28640        |
| Cenicientos                    | 2.148            | 67,49      | 32               | 28037   | 28650        |
| Chapinería                     | 2.642            | 25,40      | 104              | 28051   | 28694        |
| Colmenar del Arroyo            | 2.015            | 50,57      | 40               | 28042   | 28213        |
| Fresnedillas de la Oliva       | 1.837            | 28,20      | 65               | 28056   | 28214        |
| Navalagamella                  | 3.111            | 76,05      | 41               | 28095   | 28212        |
| Navas del Rey                  | 3.347            | 50,78      | 66               | 28099   | 28695        |
| Pelayos de la Presa            | 3.136            | 7,58       | 414              | 28109   | 28696        |
| Robledo de Chavela             | 4.725            | 93,01      | 51               | 28125   | 28294        |
| Rozas de Puerto Real           | 580              | 30,15      | 19               | 28128   | 28649        |
| San Martín de Valdeiglesias    | 9.159            | 115,48     | 79               | 28133   | 28680        |
| Santa María de la Alameda      | 1.517            | 74,41      | 20               | 28135   | 28296, 28297 |
| Valdemaqueda                   | 833              | 52,20      | 16               | 28159   | 28295        |
| Villa del Prado                | 7.437            | 78,42      | 95               | 28171   | 28630        |
| Villamanta                     | 2.823            | 63,15      | 45               | 28174   | 28610        |
| Villamantilla                  | 1.624            | 23,99      | 68               | 28175   | 28609        |
| Villanueva de Perales          | 1.674            | 31,18      | 54               | 28178   | 28609        |
| Zarzalejo                      | 1.874            | 20,63      | 91               | 28183   | 28293        |
| Comarca Sierra Oeste de Madrid | 57.132           | 988,11     | 58               | –       | –            |

1. ↑  Instituto Nacional de Estadística Municipal Register of Spain